# Ordine del Liberatore degli Schiavi José Simeón Cañas
L'Ordine del Liberatore degli Schiavi José Simeón Cañas è un ordine cavalleresco statale di El Salvador.

## Storia
L'Ordine è destinato per decreto di fondazione a ricompensare i cittadini di El Salvador e gli stranieri che si siano distinti per rilevanti caratteristiche umanitarie, sociali, scientifiche, educative e filantropiche o come semplice prova di gratitudine della Nazione.
Il presidente in carica di El Salvador ne è il gran maestro e ne ottiene il collare ex officio.

## Classi
- Collare
- Cavaliere di Gran Croce
- Grand'Ufficiale
- Commendatore
- Cavaliere

## Insegne
- Il collare è costituito da una catena in oro con anelli a corona d'alloro terminante con la medaglia pendente in centro
- La medaglia dell'Ordine è costituita da una croce a quattro bracci decussati, smaltata di blu e bordata di bianco, avente al centro un medaglione in oro col ritratto in oro a sbalzo di José Simeón Cañas.
- La placca dell'Ordine è costituita da una stella raggiante in oro o argento a seconda della classe avente al centro una croce a quattro bracci decussati, smaltata di blu e bordata di bianco, avente al centro un medaglione in oro col ritratto in oro a sbalzo di José Simeón Cañas.
- Il nastro è azzurro con una striscia bianca per parte, a riprendere i colori della bandiera nazionale.

## Breve lista di membri dell'Orden del Liberatore degli Schiavi José Simeón Cañas
| Nome                                  | Stato               | Incarico/Professione                                            | Classi                  | Data              |
| ------------------------------------- | ------------------- | --------------------------------------------------------------- | ----------------------- | ----------------- |
| José María Cuevas                     | Spagna              | Impresario                                                      | Cavaliere di Gran Croce | Dicembre 2003     |
| Boris Eserski                         | El Salvador         | Impresario                                                      | Cavaliere di Gran Croce | 22 aprile 2009    |
| Gerardo Le Chevalier †                | El Salvador         | Diplomatico                                                     | Commendatore            | 16 febbraio 2010  |
| Juan Pita                             | Spagna              | Direttore AECID                                                 | Commendatore            | 23 luglio 2010    |
| Larry H. Brady                        | Stati Uniti         | Ex Direttore USAID                                              | Grand'Ufficiale         | 29 settembre 2010 |
| Marco Farani                          | Brasile             | Direttore ABC                                                   | Grand'Ufficiale         | 6 febbraio 2012   |
| Marta Valdez Melara                   | El Salvador         | Scienziata                                                      | Cavaliere               | 15 maggio 2015    |
| Pablo Vilas                           | Argentina           | Direttore di Casa Patria Grande «Presidente Néstor C. Kirchner» | Commendatore            | 5 giugno 2015     |
| Enot Rubio                            | El Salvador         | Presidente Comitato Salvadoreno «El Piche»                      | Cavaliere               | 20 luglio 2015    |
| Óscar Toruño Jutta Steinner de Toruño | El Salvador Polonia | Impresariop/Filantropo                                          | Cavaliere               | 28 marzo 2017     |
| Alicia Alonso                         | Cuba                | Prima Ballerina                                                 | Grand'Ufficiale         | 30 marzo 2017     |

† = Postumo

## Insigniti notabili
- Alberto II di Monaco
- José María Cuevas